# 开放着色器编程语言
开放着色器编程语言 (OSL)是一个由Sony Pictures Imageworks (索尼影业旗下的Imageworks公司)开发的着色器语言，适用于其下的Arnold渲染引擎。这种语言同时也被V-Ray 3和Blender里面的Cycles渲染器（从Blender 2.65开始）支持。OSL的表面和体积着色器定义了物体的表面和体积如何使用重要性采样来发散光线，因此，OSL语言很适合支持光线追踪和全局光照的物理渲染器。

## 电影
- 黑衣人3[1]
- 超凡蜘蛛侠
- 精灵旅社

## 另请参阅
- Blender
- Arnold渲染引擎（英语：Arnold (software)）
- 着色器语言
- RenderMan